# Ибрагимов, Давид Михайлович
Дави́д Миха́йлович Ибраги́мов (10 февраля 1914, Саратов — 24 февраля 1984, там же) — советский оператор неигрового кино, фронтовой кинооператор в годы Великой Отечественной войны. Лауреат Сталинской премии второй степени (1943).

## Биография
Родился в Саратове в татарской семье, отец был извозчиком, и мать, оставшаяся после его смерти с двумя детьми, была вынуждена работать грузчиком. С 1927 по 1929 год был учеником киномеханика, в 1929—1930 годах работал электромонтёром в Саратове. С 1930 года работал осветителем, проявщиком киноплёнки, потом помощником оператора на Саратовской базе «Совкино». В 1934—1935 годах — лаборантом на студии «Востокфильм» в Энгельсе. С 1936 года вернулся на Саратовскую студию «Союзкинохроника» ассистентом оператора, затем оператором и снимал сюжеты для местного и союзного экрана. В 1939 году окончил курсы операторов при ВГИКе. 
Призван в Красную армию с начала Великой Отечественной войны, во фронтовой кинохронике с начала 1942 года — в звании инженера-капитана был в составе киногрупп Юго-Западного, Донского, Сталинградского, Центрального, 1-го Украинского, 1-го Белорусского, 2-го Приморского фронтов. Снимал боевые действия советской авиации и жизнь лётчиков на земле, участвовал в воздушных боях (23 боевых вылета). Запечатлел подписание Акта о капитуляции Японии 2 сентября 1945 года.
По окончании войны работал на Сталинградском корпункте ЦСДФ, с 1955 года — на Нижне-Волжской студии кинохроники, ушёл на пенсию в 1980 году.
Автор нескольких сотен сюжетов для кинопериодики: «Волжские огни», «Железнодорожник», «Наш край», «Нижнее Поволжье», «Новости дня», «Пионерия», «Социалистическая деревня», «Союзкиножурнал».
Член Союза кинематографистов СССР (Поволжское отделение).
Скончался 24 февраля 1984 года в Саратове.

### Семья
- дочь — Альвина Давидовна Ибрагимова (род. 1946), режиссёр-документалист на Нижне-Волжской студии кинохроники[8].

## Фильмография
Оператор
- 1936 — Вольская школа-интернат
- 1940 — В Советской Калмыкии / В стране Бумбы / 500-летие Джангара (совместно с А. Софьиным)
- 1943 — Гвардейцы-миномётчики (совместно с И. Кацманом, А. Лозовским, А. Павловым)[9]
- 1943 — Крылья народа (в соавторстве; не выпущен)
- 1943 — Сражение за Гомель (спецвыпуск «Союзкиножурнала» № 73—74) (в соавторстве)
- 1943 — Сталинград (в соавторстве)
- 1944 — Освобождение Советской Белоруссии (в соавторстве)
- 1944 — От Вислы до Одера (фронтовой спецвыпуск № 7) (в соавторстве)
- 1944 — Фернихтунгс-лагерь Майданек — кладбище Европы / Кладбище Европы (в соавторстве)
- 1945 — XXVIII Октябрь (цветной и ч/б вариант; в соавторстве)
- 1945 — Берлин (в соавторстве)
- 1945 — Освобождение Варшавы (фронтовой спецвыпуск № 8) (в соавторстве)
- 1945 — Победа на Правобережной Украине и изгнание немецких захватчиков за пределы украинских советских земель (в соавторстве)
- 1945 — Разгром Японии (в соавторстве)
- 1949 — Волжский богатырь (в соавторстве)
- 1949 — Мир победит войну (в соавторстве)
- 1950 — Великая энергия (в соавторстве)
- 1950 — Досфлот (в соавторстве)
- 1952 — Первенец великих строек коммунизма (в соавторстве)
- 1953 — Великое прощание (в соавторстве; не выпущен)
- 1953 — Колхозные спортсмены / Сельские спортсмены (совместно с П. Тартаковым, А. Софьиным)
- 1954 — На востоке Каспийского моря
- 1955 — Детский сад в колхозе
- 1955 — На первенство СССР по классической борьбе (совместно с Ю. Селивановым)
- 1956 — Будь осторожен на воде
- 1957 — Наш интернат
- 1957 — Сокровищница Поволжья (в соавторстве)
- 1958 — Битва на Волге (в соавторстве)
- 1958 — Великая битва (в соавторстве)
- 1958 — Служу Советскому Союзу
- 1959 — Земля Саратовская
- 1959 — Молодость великой реки (совместно с А. Софьиным, А. Булдаковым)
- 1959 — Новый завод-автомат
- 1960 — В степях Калмыкии[10]
- 1960 — Рассказ о Вере Рыбачек[11]
- 1961 — Как это могло случиться…
- 1962 — Волгоград сегодня[12]
- 1963 — Народный контроль
- 1964 — Так рождалась победа[13]
- 1965 — Саратов[14]
- 1966 — Остров с именем Чайки[15]
- 1966 — После бала[16]
- 1968 — На земле Астраханской[17]
- 1968 — Художественный музей в Саратове[18]
- 1970 — Вода идёт в Поволжскую степь (в соавторстве)
- 1972 — Механизированные безнарядные звенья
- 1972 — Родимцев[19]
- 1972 — Семь дней в августе
- 1973 — Путь из Азии в Европу[20]
- 1974 — Берегите электрические сети
- 1975 — Клуб нашего села[21]
- 1976 — Виктор Науменко[22]
- 1977 — Как дела в Тамбовской губернии[23]
- 1978 — Твёрдая пшеница (совместно с Л. Денисовым)
- 1979 — Я учусь в ПТУ (совместно с Ю. Поповым)[24]

Режиссёр
- 1954 — На востоке Каспийского моря (совместно с В. Лавровым)
- 1965 — Саратов
- 1968 — Художественный музей в Саратове
- 1973 — Путь из Азии в Европу

## Награды и премии
- Сталинская премия второй степени (1943) — за съёмки для «Союзкиножурнал» № 21 (Боевые дни N-ской авиачасти) за 1942 год[25][3][2];
- орден Красного Знамени (29 марта 1943)[26];
- орден Отечественной войны I степени (18 июня 1945)[27];
- орден Отечественной войны II степени (2 сентября 1945)[28];
- медаль «За победу над Германией в Великой Отечественной войне 1941-1945 гг.»[2];
- медаль «За победу над Японией»[2];
- медаль «За взятие Берлина»[2];
- медаль «За освобождение Варшавы»[2];
- медаль «За оборону Сталинграда»[2];
- медали СССР[2].

## Память
Коллекция материалов, связанных с оператором, хранится в Областном музее краеведения Саратова. Она состоит из документов Д. М. Ибрагимова, фотографий, сделанных им в Сталинграде, Польше, Германии и на Дальнем Востоке, а также кинокамера «Аймо».
Вошедшие в кинолетопись Великой Отечественной войны материалы Ибрагимова использованы при создании десятков документальных фильмов о войне.